# 成田セントラル観光
株式会社 成田セントラル観光（なりたせんとらるかんこう 英: Narita Central Kanko Co., Ltd.）は、千葉県香取郡多古町に本社を置く、一般貸切旅客自動車運送事業者である。

## 概説
- 多古タクシー(有)を前身とする貸切バス事業者。日本バス協会正会員。

## 事業所
- 千葉県香取郡多古町喜多389-23

## 事業内容
観光バス事業の他に、成田空港内におけるランプバス、成田空港関連企業の送迎バス、航空会社のクルーバス、成田空港とヒルトン成田・成田ゲートウェイホテル・ガーデンホテル成田を結ぶホテルバスの運行なども行っている。
また、駐車場事業部にセントラルパーキング成田とザ・パーキングを保有している。
- 一般貸切旅客自動車運送事業
- 旅行業
- セントラルパーキング成田（成田空港駐車場）
- ザ・パーキング（成田空港駐車場）

## 車両
- 車両は大型、中型、マイクロ、ミニバスを保有し、三菱ふそう・いすゞ・日産を採用している。

## 関連会社
- 多古タクシー(有)